# Ахмадиев, Мурат Абдуреимович
Ахмадиев Мурат Абдуреимович (род.12 января 1950, Чугучак, Синьцзян-Уйгурский автономный район, Китай) — актёр театра и кино. Основатель и руководитель группы «Яшлык». Директор Государственного республиканского Уйгурского театра музыкальной комедии имени К. Кужамьярова (1984—2007). Депутат Мажилиса Парламента Республики Казахстан IV (2007—2011) и V созывов (2012—2016). Член Совета Ассамблеи народа Казахстана. Народный артист Республики Казахстан (1998).

## Биография
Родился в городе Чугучак Синьцзян-Уйгурского автономного района Китая. В 1961 году семья Мурата Ахмадиева эмигрировала в Казахстан. Отец — Ахмиди Абдирим (1927—1999), Народный артист Узбекистана. Мать — Зайнахунова Туранкыз (1932—2004).
В 1965 году снялся в фильме «О чем молчала тайга» на киностудии Мосфильм а в 1966 году снялся в роли Баяна в фильме Ш. Айманова Земля отцов по сценарию О. Сулейменова. Принимал участие в съёмках фильма Ангел в тюбетейке.
В 1975 году окончил Алма-Атинскую Государственную Консерваторию им. Курмангазы по специальности «хоровое дирижирование».
В 1971—1972 годах — Учитель пения средней школы.
В 1973—1984 годах — Солист-вокалист Государственного республиканского Уйгурского театра музыкальной комедии имени К. Кужамьярова ;
В 1974—1984 годах — Организовал и стал бессменным художественным руководителем ВИА «Яшлык» — Лауреата Ленинской премии Комсомола Казахстана.
С 1984 по 2007 годы бессменно руководил единственным в СНГ профессиональным уйгурским театром. В 1996 году стал инициатором и организатором реконструкции старого здания уйгурского театра, собрав вокруг театра единомышленников и спонсоров. В 2002 году с участием Президента РК Н. А. Назарбаева состоялась торжественная презентация открытия нового здания театра.
В 1984—1990 годах — Депутат Алма-Атинского городского Совета народных депутатов.
С 8 августа 2007 по 2011 год — Советом Ассамблеи народов Казахстана был выдвинут кандидатом в Депутаты Мажилиса Парламента Республики Казахстан IV созыва. Член Комитета по социально-культурному развитию.
С 19 октября 2007 года член депутатской группы «Жаңа Қазақстан».
С января 2012 по 2016 год Депутат Мажилиса Парламента Республики Казахстан V созыва.
Член НДП «Нур Отан».

## Интересные факты
- После показа фильма-концерта имя Мурат стало популярным не только в Советском союзе но и за рубежом.[источник не указан 3618 дней]
- Литературные пристрастия — исторические романы.[источник не указан 3618 дней]
- Спорт — футбол.[источник не указан 3618 дней]
- Религиозные взгляды — ислам.[источник не указан 3618 дней]
- Идеал политического деятеля – Н.А. Назарбаев.[источник не указан 3618 дней]

## Семья
Женат. Супруга — Турдиева Гульбахрам, артистка балета Государственного республиканского уйгурского театра музыкальной комедии имени К. Кужамьярова
Дети: дочери — Дильназ, Малика; сыновья — Дильшат, Абдрим, Диас.

## Награды, почётные звания
- Заслуженный артист Казахской ССР (1984)[1]
- Почётные грамоты Верховного совета Казахской ССР[1]
- Народный артист Республики Казахстан (1998)[1]
- Почётный доктор искусствоведения Европейского университета (2002)[источник не указан 3618 дней]
- Орден «Кұрмет» (2005)[1]
- Орден Парасат (2010)[1]
- Нагрудный знак «Мәдениет саласының үздігі» (Отличник культуры) (2012)[2]